# Strigota ambigua
Strigota ambigua är en skalbaggsart som först beskrevs av Wilhelm Ferdinand Erichson 1839.  Strigota ambigua ingår i släktet Strigota och familjen kortvingar. Inga underarter finns listade i Catalogue of Life.